# Double You
Double You es una agrupación musical italiana de eurodance que alcanzó el éxito mundial en 1992 y se posicionó como una de las máximas referentes del Techno y del Italo dance.

## Historia
En La Spezia durante el verano de 1985 el músico Franco Amato, el Disc-jockey Andrea de Antoni y el cantante británico William Naraine comenzaron a producir sus demos. En 1991 son encontrados por el productor discográfico Roberto Zanetti con quien contratan trabajar, nombran el proyecto Double You y lograrían triunfar.

### Éxito: años 1992-1995
En 1992 lanzan el sencillo Please Don't Go, un cover de KC and the Sunshine Band; fue su presentación y su éxito más grande.
En noviembre fue publicado su primer álbum de estudio: We All Need Love que contenía el sencillo, la canción Going Back, la versión With Or Without You de U2 y la canción homónima: logró vender más de 3 millones de copias.
En 1994 trabajaron con Alexia para el sencillo de la vocalista; Me and You. Ese año publican el segundo álbum de estudio: The Blue Album donde Alexia les devolvió el trabajo en las canciones Got To Love y Part-Time Lover, además contuvo el que sería su mayor éxito; Run To Me.
En 1995 trabajaron con Sandra Chambers para los sencillos Dancing With an Angel y Because I'm Loving You, fueron sus últimos éxitos. Un año después De Antoni dejó el grupo lo que marcó una considerable disminución en la calidad artística de sus producciones. Esto, sumado al auge del Britpop, que desplazó al Eurodance como género predominante, contribuyó al declive de la popularidad del grupo.

### Trabajos recientes
La banda ha mantenido su actividad publicando singles y álbumes de manera intermitente. En 2011 lanzaron Life, un álbum que incluye el sencillo Lose Control, el cual logró cierto éxito. Posteriormente, en 2021, publicaron Studio Live, una producción que recopila canciones de álbumes anteriores interpretadas en formato acústico. Continuando en esta línea, en 2024 presentaron el sencillo Curtain Calls.

## Discografía
| - We All Need Love (1992) - The Blue Album (1994) - Forever (1996) - Life (2011) - Studio Live (2021) |